# Coriolis (satellite)
Coriolis est un satellite artificiel développé conjointement par deux laboratoires de recherche militaires américains, le Naval Research Laboratory et l'Air Force Research Laboratory, destiné à valider le fonctionnement de deux instruments expérimentaux. Windsat est un radiomètre permettant de mesurer la vitesse et la direction du vent de surface au-dessus des océans, qui a des applications tactiques pour le déplacement des navires de guerre. SMEI est un ensemble de caméras capables de détecter l'apparition de tempêtes solaires, permettant de prendre des mesures à l'avance pour sécuriser le fonctionnement des satellites, militaires ou civils. Le satellite est lancé le 6 janvier 2003 par une fusée Titan II et est toujours opérationnel en août 2017. Le budget alloué à la mission est de 224 millions US$.

## Caractéristiques techniques
Coriolis est un satellite de 827,4 kg dont 337 kg pour la plateforme et 82 kg d'ergols. Ses dimensions en position de lancement sont de 4,69 mètres de haut, 1,34 mètre de diamètre. Après déploiement des panneaux solaires et des antennes les dimensions hors tout sont de 6,9 mètres de haut pour 3 mètres de diamètre. La plateforme est un modèle de série SA-200HP de la société Spectrum Astro, utilisé notamment par Deep Space 1, adapté pour emporter la charge utile. Il est stabilisé 3 axes avec un axe pointé en permanence à la verticale de la surface terrestre. L'énergie électrique est fournie par des panneaux solaires comprenant des cellules photoélectriques à double jonction de type GaAs fournissant 1 174 watts. L'énergie est stockée dans une batterie unique de type Ah NiH2 pour pouvoir être restituée durant les éclipses. La consommation est de 725 watts dont 271 watts pour la plateforme et 271 watts pour la charge utile. L'orientation du satellite est déterminée à l'aide de senseurs solaires et de magnétomètres et les changements d'orientation sont réalisés à l'aide de roues de réaction. Un système de propulsion monoergol brûlant de l'hydrazine est utilisé en début de mission pour placer le satellite sur son orbite définitive. Le satellite est conçu pour une durée de vie minimale de trois ans avec un objectif visé de cinq ans. Les données recueillies par les instruments sont stockées à bord du satellite dans une mémoire de masse à semi-conducteurs d'une capacité de 30 gigaoctets et sont retransmises vers le sol en bande X avec un débit compris entre 25,6 et 51,2 mégabits par seconde. Par ailleurs les données de Windsat sont également distribuées aux navires de la Marine de guerre américaine en bande S avec débit de 256 kilobits.

## Charge utile
La charge utile de Coriolis est composée de deux instruments expérimentaux : le radiomètre Windsat et l'ensemble de caméras SMEI.

### Windsat
WINDSAT est un radiomètre à polarisation fonctionnant dans le domaine des micro-ondes qui permet de mesurer à la fois la vitesse et la direction du vent de surface au-dessus des océans . Les appareils de ce type réalisés jusque-là permettent d'évaluer la vitesse du vent avec une bonne précision mais l'estimation de la direction était beaucoup moins bonne. Pour la Marine de guerre américaine, une telle mesure a des applications tactiques pour l'organisation du ravitaillement en mer de ses navires ou le choix du cap suivi par une flotte avant le lancement d'une vague d'avions basés sur porte-avions. WINDSAT doit permettre d'obtenir une bonne précision à la fois pour la vitesse (1 m/s avec une précision de 2 m/s) et la direction (10° avec une incertitude de plus ou moins 20°). L'instrument qui a une masse de 341 kg et consomme 350 watts comporte une antenne parabolique de 1,83 mètre de diamètre et 11 cornets d'alimentation. Des ondes radioélectriques polarisées sont émises sur 22 canaux selon plusieurs polarisations et dans différentes longueurs d'onde. L'ensemble est mis en rotation.

### Solar Mass Ejection Imager (SMEI)
Solar Mass Ejection Imager (SMEI) est un ensemble de caméra destinées à capter la lumière produite par les éjections de masse de la couronne solaire provoquées par les tempêtes solaires. Cet instrument permet de déclencher une alerte en cas d'événement solaire violent fournissant un préavis pouvant aller jusqu'à trois jours. Il comprend trois caméras couvrant chacune un angle de 60 par 3 degrés permettant de balayer tout le ciel à chaque orbite.

## Déroulement de la mission
Coriolis a été lancé le 6 janvier 2003 depuis le centre spatial de Vandenberg après plusieurs reports. Le lanceur, une fusée Titan II, est un des 14 missiles intercontinentaux Titan II reconverti par la société Lockheed pour servir de lanceur de satellite. Durant sa carrière opérationnelle entre 1967 et 1982, le missile était armé d'une tête nucléaire unique de 9,6 mégatonnes et positionné dans un silo situé sur la base aérienne de Davis-Monthan dans l’État de l'Arizona. La mise en orbite par le lanceur s'est effectuée en deux temps. La fusée Titan a placé le satellite sur orbite puis le deuxième étage toujours solidaire du satellite a été réallumé durant deux minutes pour rehausser l'orbite avant d'être largué. Dans les jours suivants, le satellite a effectué une dernière manœuvre avec sa propulsion pour se placer sur son orbite définitive.
Coriolis est placé sur une orbite héliosynchrone à une altitude de 840 km avec une inclinaison de 98,7°. Il passe au nœud ascendant à 18 h (heure locale) et la longitude de son passage se déplace à chaque orbite de 138 km vers l'ouest. Il repasse au-dessus du même point tous les huit jours.